# Morti nel 1684
| Questa pagina contiene informazioni ricavate automaticamente dalle voci biografiche con l'ausilio del template Bio e di un bot. L'aggiornamento è periodico e automatico e ricostruisce completamente la pagina. Se manca una persona in questa lista, sei pregato di non aggiungerla, ma accertati piuttosto che la sua voce biografica contenga il template Bio e che i dati anagrafici siano correttamente compilati. Se il template Bio manca, inseriscilo tu stesso o, in alternativa, metti l'avviso {{tmp\|Bio}} che ne segnala la mancanza. Se i dati riportati sono sbagliati, correggi direttamente la voce biografica; le modifiche saranno visibili in questa lista entro pochi giorni. Per chiarimenti vedi il progetto biografie. La lista contiene solo le 83 persone che sono citate nell'enciclopedia e per le quali è stato implementato correttamente il template Bio. Pagina aggiornata al 10 apr 2025. |

## Gennaio(7)
- 4 gennaio - Claude Audran detto il Giovane, pittore francese (n. 1639)
- 4 gennaio - Louis-Isaac Lemaistre de Sacy, teologo, biblista e umanista francese (n. 1613)
- 13 gennaio - Henry Howard, VI duca di Norfolk, nobile e militare inglese (n. 1628)
- 15 gennaio - Alvise Contarini, doge (n. 1601)
- 15 gennaio - Caspar Netscher, pittore olandese (n. 1639)
- 23 gennaio - Jan Wijnants, pittore olandese (n. 1632)
- 24 gennaio - Girolamo Boncompagni, cardinale e arcivescovo cattolico italiano (n. 1622)

## Febbraio(5)
- 5 febbraio - Philippe de Montaut-Bénac de Navailles, ammiraglio francese (n. 1619)
- 5 febbraio - Dorothy Sidney, nobile inglese (n. 1617)
- 12 febbraio - Giacomo Rospigliosi, cardinale italiano (n. 1628)
- 12 febbraio - Pietro Andrea Ziani, compositore e organista italiano (n. 1616)
- 21 febbraio - Hugh May, architetto britannico (n. 1621)

## Marzo(3)
- 8 marzo - Antonio Tibaldi, pittore italiano (n. 1633)
- 20 marzo - Claude Bazin de Bezons, avvocato e funzionario francese (n. 1617)
- 24 marzo - Pieter de Hooch, pittore olandese (n. 1629)

## Aprile(8)
- 1º aprile - Roger Williams, teologo inglese (n. 1603)
- 5 aprile - William Brouncker, matematico inglese (n. 1620)
- 8 aprile - Payo Enríquez de Rivera, arcivescovo cattolico spagnolo (n. 1622)
- 9 aprile - Marguerite de Rohan, nobildonna francese (n. 1617)
- 13 aprile - Nicolás Antonio, bibliotecario e bibliografo spagnolo (n. 1617)
- 14 aprile - Johannes Olearius, teologo tedesco (n. 1611)
- 18 aprile - Gonzales Coques, pittore fiammingo (n. 1618)
- 27 aprile - Caterina Farnese, religiosa italiana (n. 1637)

## Maggio(4)
- 8 maggio - Henry Du Mont, musicista e compositore belga (n. 1610)
- 10 maggio - Anne Carr, nobile (n. 1615)
- 12 maggio - Edme Mariotte, fisico e presbitero francese (n. 1620)
- 24 maggio - Ambrosio Ignacio Spínola y Guzmán, arcivescovo cattolico e nobile spagnolo (n. 1632)

## Giugno(1)
- 6 giugno - Juan Cardenas, teologo spagnolo (n. 1613)

## Luglio(7)
- 1º luglio - Ercole Zani, viaggiatore e scrittore italiano (n. 1634)
- 6 luglio - Giovanni Galeazzo Bossi, nobile e politico italiano (n. 1619)
- 6 luglio - Anna Maria di Gonzaga-Nevers, nobile francese (n. 1616)
- 8 luglio - Michele Fabris, scultore ungherese (n. 1644)
- 22 luglio - Josefa de Óbidos, pittrice spagnola
- 26 luglio - Elena Lucrezia Corner, filosofa italiana (n. 1646)
- 28 luglio - Charlotte Jemima FitzRoy, nobile inglese (n. 1650)

## Agosto(3)
- 12 agosto - Nicola Amati, liutaio italiano (n. 1596)
- 19 agosto - Sofia Elisabetta di Schleswig-Holstein-Sonderburg-Wiesenburg, nobildonna tedesca (n. 1653)
- 20 agosto - Maria d'Este, duchessa italiana (n. 1644)

## Settembre(7)
- 5 settembre - Konrad Wilhelm von Wernau, vescovo cattolico tedesco
- 9 settembre - Johann Caspar von Ampringen, principe (n. 1619)
- 9 settembre - Pier Maria Bichi, vescovo cattolico italiano
- 9 settembre - Jakob Thomasius, filosofo tedesco (n. 1622)
- 11 settembre - Bonaventura da Barcellona, religioso spagnolo (n. 1620)
- 12 settembre - Johann Rosenmüller, compositore tedesco (n. 1619)
- 19 settembre - Giuseppe Maria Maraviglia, vescovo cattolico italiano (n. 1617)

## Ottobre(7)
- 1º ottobre - Pierre Corneille, drammaturgo e scrittore francese (n. 1606)
- 5 ottobre - Francesco Albizzi, cardinale italiano (n. 1593)
- 6 ottobre - Pietro Basadonna, cardinale italiano (n. 1617)
- 15 ottobre - Giulio Sigismondo di Württemberg-Juliusburg, generale prussiano (n. 1653)
- 15 ottobre - Géraud de Cordemoy, filosofo, storico e avvocato francese (n. 1626)
- 24 ottobre - Maria Elisabetta di Sassonia, principessa tedesca (n. 1610)
- 29 ottobre - François Pallu, vescovo cattolico e missionario francese (n. 1626)

## Novembre(3)
- 21 novembre - Cornelius Van Steenwyck, politico olandese (n. 1626)
- 23 novembre - William Cavendish, III conte di Devonshire, nobile e politico inglese (n. 1617)
- 28 novembre - Tommaso Cornelio, medico, matematico e filosofo italiano (n. 1614)

## Senza giorno specificato(28)
- Giorgio Aleo, storico e predicatore italiano (n. 1620)
- Antonio Arias Fernandez, pittore spagnolo (n. 1614)
- François de Baradas, francese (n. 1602)
- Francesco Branciforte, duca di Santa Lucia, nobile, politico e militare italiano
- Domenico Maria Canuti, pittore italiano (n. 1626)
- Hendrik Carloff, mercante e avventuriero svedese (n. 1621)
- Giovanni Andrea Cimadori, attore teatrale italiano
- Claude Clerselier, francese (n. 1614)
- Edward Davis, incisore e mercante d'arte gallese (n. 1640)
- George Downing, militare e diplomatico inglese (n. 1623)
- Antoine Gombaud, scrittore francese (n. 1607)
- Jan van den Hecke, pittore, incisore e disegnatore fiammingo (n. 1620)
- Giorgio III Gurieli, re
- Henry Jermyn, I conte di St Albans, politico inglese (n. 1605)
- Melchior Küsel, incisore tedesco (n. 1626)
- John Lambert, generale e politico inglese (n. 1619)
- Carlo Eusebio del Liechtenstein, principe austriaco (n. 1611)
- Carlo Lurago, architetto italiano (n. 1615)
- Alexandra Mavrokordatou, ottomana (n. 1605)
- Ambrogio Merodio, storico italiano
- Margrethe Pape, nobile danese (n. 1620)
- Roger Pratt, architetto inglese (n. 1620)
- Johann Heinrich Schönfeld, pittore e incisore tedesco (n. 1609)
- Andrea Seghizzi, pittore italiano (n. 1630)
- William Stafford, scrittore inglese (n. 1593)
- Pierre de Carcavi, matematico e bibliotecario francese
- Gabriel-Joseph de Lavergne, conte di Guilleragues, scrittore francese (n. 1628)
- Evliya Çelebi, scrittore ottomano (n. 1611)